# Waters Edge
Waters Edge är det åttonde studioalbumet av det brittiska rockbandet Sweet, utgivet 1980. I USA släpptes albumet som VI.

## Låtlista
1. "Sixties Man" (Brian Connolly/Steve Priest/Andy Scott/Mick Tucker) - 4:10
2. "Getting in the Mood for Love" (Steve Priest/Andy Scott/Mick Tucker) - 3:02
3. "Tell the Truth" (Gary Moberley/Steve Priest/Andy Scott) - 3:32
4. "Own Up" (Steve Priest/Andy Scott/Mick Tucker) - 3:16
5. "Too Much Talking" (Ray MacRiner) - 3:57
6. "Thank You for Loving Me" (Gary Moberley/Andy Scott) - 3:44
7. "At Midnight" (Andy Scott) - 3:29
8. "Water's Edge" - (Steve Priest/Andy Scott/Mick Tucker) 2:56
9. "Hot Shot Gambler" (Steve Priest) - 3:35
10. "Give The Lady Some Respect" (Ray McRiner) - 4:28

## Medverkande
- Steve Priest - bas, sång
- Mick Tucker - trummor, sång, slagverk
- Andy Scott - gitarr, sång, synth

### Övriga medverkande
- Gary Moberley - keyboard